# Rari Nantes Roma (1891)
La Rari Nantes Roma è stata una società pallanuotistica di Roma, vincitrice di quattro campionati italiani non riconosciuti dalla FIN.

## Storia
La Rari Nantes nasce a Roma nel 1891 per iniziativa dello scultore trentino Achille Santoni.Agli albori, la società si appoggiava al capanno del Pippanera, ed è in ordine cronologico la seconda italiana esclusivamente natatoria, preceduta dai concittadini della Società Romana di Nuoto. Proiettata nella pallanuoto vince il campionato italiano nel 1901 e nel 1902 per mancanza di avversari. Nel 1903 vince il terzo titolo italiano di fila battendo nell'unica partita del campionato la Romana Nuoto per 3-0. Il successo si ripeté anche nel 1905 imponendosi su Romana Nuoto e Lazio Nuoto. Nel 1906 viene preceduta in classifica dai cugini della Lazio Nuoto, arrivando seconda tra le quattro squadre partecipanti al torneo. Dopo un anno senza prendere parte al campionato, si iscrive a quello del 1908 dove viene nuovamente preceduta dalla Lazio, unica avversaria della competizione.
Sotto l'egida della Rari Nantes Roma si sono svolti i I Campionati italiani di nuoto, ad Anguillara Sabazia, il 14 agosto 1898. È stata disputata una sola gara, quella del Miglio marino.
Grande Presidente della Rari Nantes Roma fu l'Ingegnere Ettore Notturni già Consigliere della Federazione Italiana Nuoto che portò la Società ad alti livelli.
La Rari Nantes Roma ricevette dal CONI la Stella d'Argento in occasione del Suo Centenario.

## Palmarès

### Trofei nazionali
- Campionato italiano: 4 (non riconosciuti)

1901, 1902, 1903, 1905

## Galleria d'immagini

Squadra nel 1901
Squadra nel 1902
Squadra nel 1903